# Escudo de armas del Municipio Antonio Díaz (Nueva Esparta)
Escudo de armas del Municipio Antonio Díaz, ubicado en Nueva Esparta, Venezuela entró en vigencia según el decreto municipal del 31 de mayo de 1978, como obra original del diseño atribuida al pintor Francisco Rivero. El escudo es utilizado principalmente en membretes documentos oficiales, fachadas de edificios públicos y en actos protocolares. 

## Blasonado
En sesión de Cámara del 31 de mayo de 1978 fue aprobado el decreto donde se adopta como Escudo Oficial de San Juan Bautista. Es un escudo de forma española con tres cuarteles, dos en su mitad superior y uno en su mitad inferior. En su cuartel superior derecho de color amarillo se representa una urdimbre de crinejas, en el cuartel superior izquierdo, en color rojo contiene una cadena de eslabones cuadrados de la cual pende la cruz de San Juan Bautista, en el cuartel inferior un paisaje típico de esta ciudad, donde se destaca el datilero símbolo natural, además contiene en la parte superior una copia de la corona de la Virgen del Valle, las armas blancas utilizadas en la independencia, una cinta con la inscripción 24 de junio de 1528, bordeando el escudo, se lee la expresión del poeta Juan de Castellanos El Valle de San Juan Dulce Consorte. Una verdadera obra de arte que identifica el gentilicio de este noble pueblo.

consta de tres cuarteles en la parte interior del escudo; hay una cinta con la siguiente inscripción "24 de Junio de1528" Fecha en que fue fundada la Ciudad de San Juan Bautista por Pedro de Alegría, también hay en la parte superior una copia fiel del original de la Corona de la Virgen del Valle.